# Bitwa pod Cúl Dreimhne
Bitwa pod Cúl Dreimhne (znana także jako bitwa o księgę) - wydarzenie, które miało miejsce w VI w. n.e. niedaleko Drumcliffe (hrabstwo Sligo, Irlandia). 
Dokładna data bitwy nie jest znana. W literaturze przyjmuje się, że mogła mieć miejsce między 555 r. a 561 r.; większość uczonych skłania się ku przyjęciu 560 r.
Starcie jest uznawane za jeden z pierwszych konfliktów na tle praw autorskich i piractwa medialnego. 

## Informacje w literaturze
Pierwsze informacje o bitwie pochodzą z dzieła Betha Colaim Chille Manusa O'Donnella; starcie opisane jest tam jako rezultat sporu między Kolumbą a Finianem z Clonard.
W okolicach 560 r. mnich Kolumba miał odwiedzić swojego nauczyciela, Finiana, przebywającego wówczas w klasztorze Movilla. Kolumba zachwycił się przechowywanym tam psałterzem i miał potajemnie wykonać jego kopię. Między mężczyznami powstał spór o własność kopii, o rozstrzygnięcie którego zwrócili się do ówczesnego władcy Irlandii, Diarmaita mac Cerbailla. Król miał wówczas stwierdzić Le gach boin a boinín, le gach leabhar a leabhrán (pol. Każdej krowie jej cielę, każdej książce jej kopię) i tym samym zdecydować, że kopia psałterza powinna należeć do Finiana.
Kolumba, nie mogąc pogodzić się z tym rozstrzygnięciem, miał podburzyć klan Uí Néill do rebelii przeciw królowi. Sytuacja ta miała zaowocować bitwą w 561 r., w której zginęło ok. 3 tysięcy ludzi.
Jako alternatywny powód dla bitwy kroniki Annals of the Four Masters podają naruszenie świętości sanktuarium. W 559 r. Curnan, syn Aeda (władcy Connacht) miał zginąć z ręki króla Diarmaita mac Cerbailla. Curnan przebywał wówczas na terenie opactwa w Kells i tym samym znajdował się pod opieką Kolumby.
W ramach pokuty za swoje działania Kolumba został zmuszony do opuszczenia Irlandii. Mnich miał się wówczas udać do Szkocji i założyć tam opactwo Iona.

## Badania historyczne
W 2003 r. ukazał się artykuł, kwestionujący związki księgi z bitwą pod Cúl Dreimhne. Jego autor, historyk z University of Ulster, wskazuje, że prawdopodobną przyczyną bitwy był spór między klanem Cinel Cairbre i królem Diarmaitem mac Cerbaillem.